# ポリーシャの旗
ポリーシャの旗は — ベレステイ州のベラルーシ領土に住むポリーシャの住民の旗だ。

## 歴史
この旗は、1990 年頃にポリーシャの文化的統一の象徴として初めて登場した。 著者は不明だが、いくつかの情報源によると、地元の歴史協会「ポリーシャ」の主催者であり会長であるミコラ・シェリャゴヴィッチである可能性がある。 
その後、協会はその名前を「ヤトヴャグ」に変更し、ポリーシャ国民を「若いヤトヴャグ」と呼んで信用を傷つけ始めた。 したがって、いくつかの情報源では、それは「若いヤトヴャグ」の旗として言及されている。

## 色の解釈
旗は上から紺色、黄色、緑色の 3 色で構成されている。
- バージョン 1: 紺は空を表し、黄色は肥沃な野原を表し、緑は豊かな森と湿地を表す。
- バージョン 2: 上の 2 つの縞はウクライナの国旗を象徴し、下の縞はタラス・ボロヴェッツ (仮名「タラス・ブルバ」) が率いるリヴネのパルチザンの分遣隊であるブルビビテスに敬意を表している。